# Wenshan
Der autonome Bezirk Wenshan der Zhuang und Miao (文山壯族苗族自治州 / 文山壮族苗族自治州,  Wénshān Zhuàngzú Miáozú Zìzhìzhōu; Zhuang: Wenx Shangb Langs Hmongb Zif Zhif Zheub) liegt im Südosten der chinesischen Provinz Yunnan. Sein Verwaltungssitz ist die kreisfreie Stadt Wenshan (文山市). Wenshan hat eine Fläche von 31.409 km² und 3.503.218 Einwohner (Stand: Zensus 2020).

## Administrative Gliederung
Auf Kreisebene setzt sich Wenshan aus einer kreisfreien Stadt und sieben Kreisen zusammen. Diese sind (Stand: Zensus 2020):
- Stadt Wenshan (文山市), 2.957 km², 623.772 Einwohner, Sitz der Stadtregierung: Großgemeinde Kaihua (开化镇);
- Kreis Yanshan (砚山县), 3.859 km², 476.587 Einwohner, Hauptort: Großgemeinde Jiangna (江那镇);
- Kreis Xichou (西畴县), 1.502 km², 203.630 Einwohner, Hauptort: Großgemeinde Xisa (西洒镇);
- Kreis Malipo (麻栗坡县), 2.360 km², 243.587 Einwohner, Hauptort: Großgemeinde Mali (麻栗镇);
- Kreis Maguan (马关县), 2.672 km², 318.704 Einwohner, Hauptort: Großgemeinde Mabai (马白镇);
- Kreis Qiubei (丘北县), 5.049 km², 468.172 Einwohner, Hauptort: Großgemeinde Jinping (锦屏镇);
- Kreis Guangnan (广南县), 7.756 km², 771.948 Einwohner, Hauptort: Großgemeinde Liancheng (莲城镇);
- Kreis Funing (富宁县), 5.268 km², 396.818 Einwohner, Hauptort: Großgemeinde Xinhua (新华镇).

## Ethnische Gliederung der Bevölkerung (2000)
Beim Zensus im Jahr 2000 hatte Wenshan 3.268.553 Einwohner (Bevölkerungsdichte: 101,39 Einw./km²).
| Name des Volkes | Einwohner | Anteil  |
| --------------- | --------- | ------- |
| Han             | 1.372.317 | 41,99 % |
| Zhuang          | 981.851   | 30,04 % |
| Miao            | 422.991   | 12,94 % |
| Yi              | 347.194   | 10,62 % |
| Yao             | 81.774    | 2,5 %   |
| Hui             | 22.806    | 0,7 %   |
| Dai             | 15.149    | 0,46 %  |
| Bai             | 8118      | 0,25 %  |
| Bouyei          | 6673      | 0,2 %   |
| Mongolen        | 6451      | 0,2 %   |
| Gelao           | 1892      | 0,06 %  |
| Sonstige        | 1337      | 0,04 %  |